# Georg Joseph Vogler
Georg Joseph Vogler, más néven Vogler abbé (Würzburg, 1749. június 15. – Darmstadt, 1814. május 6.) német zeneszerző, orgonista, tanár és teoretikus. 
Vogler hosszú és színes pályafutása során a barokk és a korai klasszikus zene egyik legkiválóbb kísérletezőjeként tűnt fel. Legnagyobb sikereit előadóművészként és orgonatervezőként aratta Európa különböző udvaraiban és városaiban, valamint tanárként. Munkássága során olyan rendkívül sikeres és odaadó tanítványokat vonzott magához, mint többek között Carl Maria von Weber. Zeneelméleti és zeneszerzői karrierjének megítélése azonban kortársai között vegyes volt. A saját életében tapasztalt vegyes fogadtatása ellenére a zene számos területén (különösen a zenetudományban és az orgonaelméletben) nyújtott rendkívül eredeti hozzájárulása és a tanítványaira gyakorolt hatása azonban fennmaradt, és ez, valamint különc és kalandos karrierje alapján "a zenetörténet egyik legbizarrabb alakjaként" jellemezték.

## Életpályája
Georg Joseph Vogler 1749 június 15-én született Würzburgban. Apja, Jared Vogler hegedűkészítő és hangszerkészítő volt a würzburgi herceg-püspöknél. A jogot és teológiát Würzburgban és Bambergben tanulta, de csodálatos tehetsége és érdeklődése a zene iránt már gyermekkorától kezdve megmutatkozott, ez az érdeklődése egyetemi hallgatóként is megmaradt. Az 1760-as évek végén megismerkedett Károly Tivadar pfalzi választófejedelemmel, aki által 1770-ben a mannheimi udvarhoz került. Vogler ott kezdett el aktívan komponálni és előadni, és 1771-ben az udvar számára előadták a Singspiel - Der Kaufmann von Smyrna című első nagy színdarabját. 1773-ban az udvar támogatásával Bolognában tanult Martini páter, majd öt hónapig Francesco Antonio Vallotti mellett Padovában tanult, majd Velencében Johann Adolph Hasséval találkozott. Ezután Rómába ment, ahol pappá szentelték, majd felvették a híres Arcadiai Akadémiára, az Arany Sarkantyú lovagjává avatták, és kinevezték a pápa protonotáriusává és kamarásává.
1775-ben, Mannheimbe való visszatérésekor Voglert udvari káplánnak és második maestro di cappellának nevezték ki. Ebből a pozícióból iskolát alapíthatott amatőr és feltörekvő zenészek oktatására. Tanítványai rajongtak érte, de számtalan ellenséget is szerzett magának, mert tanítási elvei minden más tanáréval ellentétesek voltak. 
Két jelentős zenetudományi hozzájárulása volt: Tonwissenschaft und Tonsetzkunst - a harmóniaelméletről, és Stimmbildungskunst - a hangképzésről. Emellett új fogásrendszert talált ki a csembalóhoz, új orgonaszerkezetet, és 1778 és 1781 között szerkesztette a Betrachtungen der Mannheimer Tonschule című folyóiratot is, amely új kompozíciók elemzését és zenei esszéket közölt. Mozart pl. "nyomorúságosnak" ítélte a fogásrendet, a fiatal zeneszerző kevés zenei sikert talált Mannheimben, amelyet zeneileg immár Vogler uralt. 
Az orgona szerkezetének javasolt változtatása a mechanika egyszerűsítéséből, a közönséges nádi regiszterek helyett a szabad regiszterek bevezetéséből és az akkor divatos nagy "keverékek" helyett az egyhangú regiszterekből állt. Vogler zeneelméleti írásai, bár állítólag Vallotti elvein alapultak, nagyrészt empirikusak voltak. Mindazonáltal, az igazság bizonyos szubsztrátumának köszönhetően, amely a jelek szerint új elméleteinek alapjául szolgált, Vogler kétségtelenül nagy befolyást gyakorolt a zenetudomány fejlődésére, és tanítványai között a korszak legnagyobb zsenijeit is számon tartották.

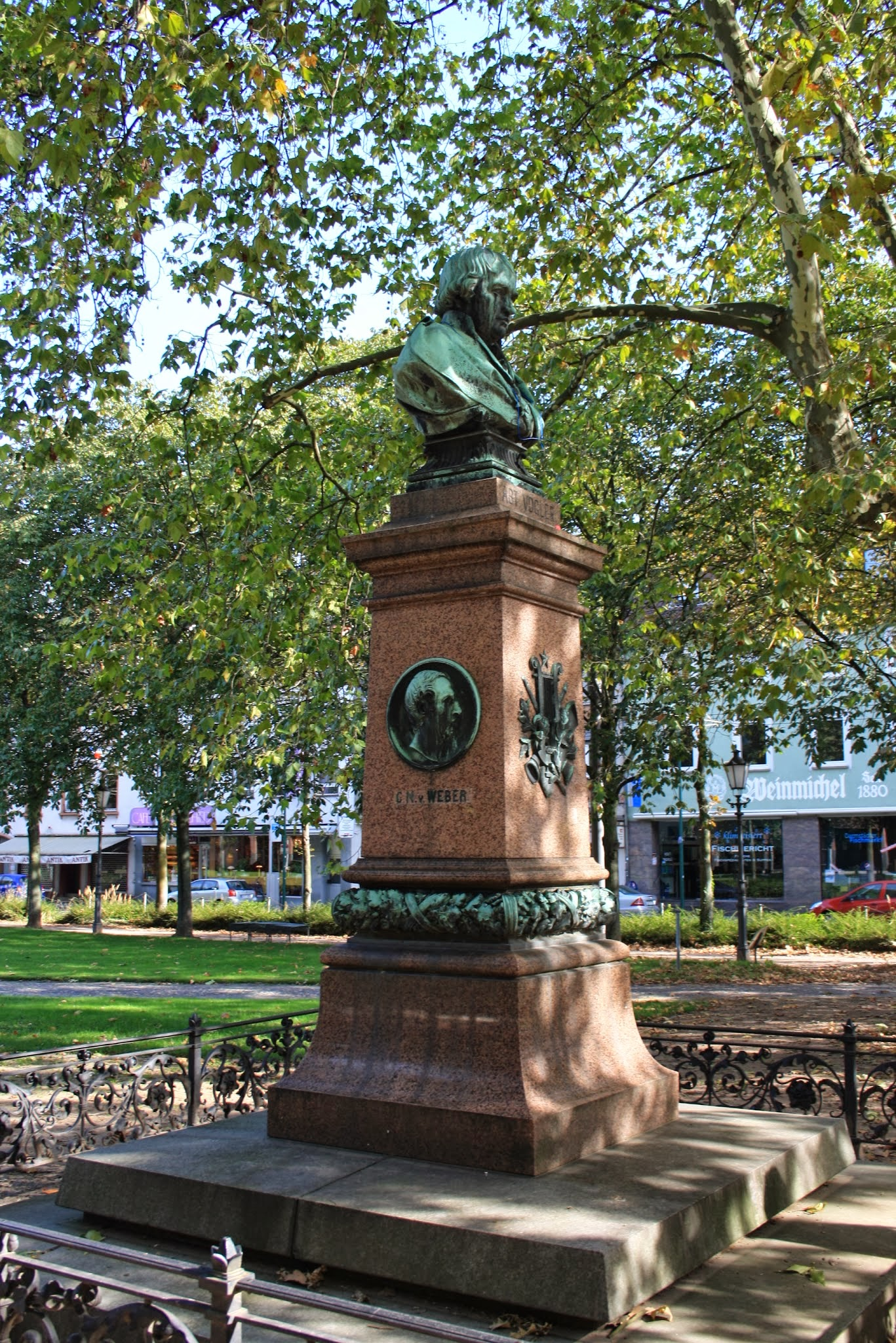
Georg Joseph Vogler emlékműve Darmstadtban

1778-ban Károly Tivadar pfalzi és bajor választófejedelem udvarát Münchenbe költöztette. Vogler átmenetileg Mannheimben maradt, de rövidesen, 1780-ban követte őt oda, de mivel elégedetlen volt drámai kompozícióinak fogadtatásával, hamarosan felmondott. Párizsba ment, ahol sok ellenségeskedés után új rendszerét a Jean-Philippe Rameau által megkezdett rendszer folytatásaként ismerték el. A St. Sulpice-templomban tartott orgonakoncertjei nagy figyelmet keltettek. A királyi udvar felkérésére komponálta a Le Patriotism című operát, amelyet Versailles-ban mutattak be. Más művei, köztük az Eglė és a La Kermesse, La Foire flamande azonban nem váltottak ki széles körű kritikai elismerést. Sokkal sikeresebbek voltak az orgonavirtuózként előadott hangfestményei, amelyeket Vogler az 1780-as években Európa-szerte telt házak előtt játszott, bár a kritikai vélemények vegyesek maradtak.
1786-ban III. Gusztáv svéd király kinevezte Kapellmeisterré, és Stockholmban megalapította második zeneiskoláját. Ebből az időszakból származó fő kompozíciója a Gustav Adolf och Ebba Brahe, valamint a Pieces de Clavecin és egy sor orgonatanulmány és zeneelméleti didaktikus mű. Az általa feltalált orgonafajta, az "orchestrion" nevű hangszeren való előadásaival rendkívüli hírnévre tett szert . A svéd udvar tagjaként 1788-ban Szentpétervárra látogatott, ahol találkozott a koppenhágai orgonaépítővel, Kirsnickkel (az egyik első ismert, orgonasípokban szabad nádat használó orgonaépítővel). Vogler 1790-től kezdődően minden orgonát, amelyen játszott, úgy változtatott meg, hogy új regisztereket épített be szabad nádakkal. Az első orgona, amelyet kicseréltek, Rotterdamban volt, és ezt nem kevesebb, mint 30 ismert orgona átépítése követte. 1790-ben ezt a hangszert Londonba vitte, és nagy hatással játszott rajta a Pantheonban, a hangversenyterem számára, ahol szintén saját elvei alapján épített orgonát. Az abbé pedálos játéka nagy figyelmet keltett. Legnépszerűbb darabjai a Halleluja kórus témáira írt fúga, amelyet a Westminster apátságban tartott Händel-fesztiválon tett látogatása után komponált, valamint a Knecht által készített, vihar imitációját tartalmazó Zenei kép orgonára.
1792-ben meggyilkolták a királyi pártfogóját, ezután utazások sorozatába kezdett, amelyek kiterjedtek Spanyolországra, Görögországra, Örményországra, Ázsia és Afrika távoli vidékeire, sőt Grönlandra is, hogy a nemzeti dallamok romlatlan formáit és a nyugati zene alapjául szolgáló ősi zenei gyakorlatok még meglévő nyomait keresse. Ezek az utazások új egzotikus témákat és népzenei hagyományokat is szolgáltattak, amelyeket későbbi kompozícióiba is felhasznált. Visszatért Stockholmba, ahol 1799-ig tartózkodott, majd ismét a Német-római Birodalomban telepedett le, ahol mind egyházi, mind drámai kompozíciói végre teljes elismerésben részesültek. 
A kóruskíséretről szóló új elméletének eredményeként 1800-ban megírta a Choral-System című művét is. 
1802 és 1804 között Bécsben tartózkodott, ahol megismerkedett Haydnnal és Beethovennel. "Castore e Polluce" és "Samori" című operái ott nagy népszerűségnek örvendtek, és két lelkes tanítványa is lett: Carl Maria von Weber és Johann Baptist Gänsbacher, akik az ő irányítása alatt mindketten saját jogukon váltak ismert zeneszerzővé. Bécs után Vogler tovább utazgatott a Birodalomban. 1807-ben Frankfurtban való tartózkodásakor meghívást kapott I. Lajos hesseni nagyhercegtől, aki felajánlotta neki a kapellmesteri kinevezést, ami érdemrenddel, a titkos tanácsosi címmel, 3000 gulden fizetéssel, házzal, a herceg saját konyhájából ellátott asztallal és egyéb kiváltságokkal járt, ami arra késztette, hogy vándorlásának végre véget vessen. 1807-ben Darmstadtban megnyitotta harmadik és leghíresebb zeneiskoláját, amelynek fő díszei Giacomo Meyerbeer, Johann Baptist Gänsbacher és Carl Maria von Weber voltak. 
Vogler egyik utolsó utazása 1810-ben Frankfurtba vezetett, hogy tanúja legyen Weber Sylvana című műve színrevitelének. Idős korában is keményen foglalkozott a zenével és az orgonaépítéssel. 1814. május 6-án hunyt el Darmstadtban hirtelen bekövetkező agyvérzés következtében.